# الحزب الليبرالي المصري
الحزب الليبرالي المصري (بالألبانية: Partia Liberale Egjiptiane، واختصاره PLE) هو حزب سياسي ليبرالي في كوسوفو، ويمثل العرقية المصرية. فاز الحزب بالمقعد المخصص للأقلية المصرية لأول مرة في الانتخابات البرلمانية الكوسوفية عام 2014، واستحوذ على 1960 صوتاً (0.27% من إجمالي الأصوات في الانتخابات). ويمثله في برلمان كوسوفو فيتون بيريشا (بالألبانية: Veton Beriša).

## نتائج الانتخابات البرلمانية
| عام  | الأصوات | %     | المقاعد |
| ---- | ------- | ----- | ------- |
| 2014 | 1.960   | 0,27% | 1 / 120 |
| 2017 | 2.415   | 0,33% | 1 / 120 |